# Грейді (округ, Оклахома)
Шаблон:StateAbbr_ 35°01′ пн. ш. 97°53′ зх. д. / 35.02° пн. ш. 97.89° зх. д.
Округ Грейді (англ. Grady County) — округ (графство) у штаті Оклахома, США. Ідентифікатор округу 40051.

## Історія
Округ утворений 1907 року.

## Демографія
За даними перепису
2000 року
загальне населення округу становило 45516 осіб, зокрема міського населення було 15510, а сільського — 30006.
Серед мешканців округу чоловіків було 22205, а жінок — 23311. В окрузі було 17341 домогосподарство, 12799 родин, які мешкали в 19444 будинках.
Середній розмір родини становив 3,02.
Віковий розподіл населення поданий у таблиці:
| Стать    | До 15 років | 15-21 | 22-29 | 30-39 | 40-49 | 50-65 | 65-85 | Понад 85 |
| -------- | ----------- | ----- | ----- | ----- | ----- | ----- | ----- | -------- |
| Чоловіки | 5153        | 2489  | 2007  | 3101  | 3387  | 3585  | 2278  | 205      |
| Жінки    | 4755        | 2476  | 2069  | 3288  | 3486  | 3762  | 2866  | 609      |

## Суміжні округи
- Канадіян — північ
- Макклейн — схід
- Гарвін — південний схід
- Стівенс — південь
- Команчі — південний захід
- Каддо — захід

## Виноски
1. ↑  U.S. Decennial Census. United States Census Bureau. Архів оригіналу за 26 квітня 2015. Процитовано 21 лютого 2015.
2. ↑  Historical Census Browser. University of Virginia Library. Архів оригіналу за 11 серпня 2012. Процитовано 21 лютого 2015.
3. ↑  Forstall, Richard L., ред. (27 березня 1995). Population of Counties by Decennial Census: 1900 to 1990. United States Census Bureau. Архів оригіналу за 19 лютого 2015. Процитовано 21 лютого 2015.
4. ↑  Census 2000 PHC-T-4. Ranking Tables for Counties: 1990 and 2000 (PDF). United States Census Bureau. 2 квітня 2001. Архів оригіналу (PDF) за 18 грудня 2014. Процитовано 21 лютого 2015.
5. ↑  State & County QuickFacts. United States Census Bureau. Архів оригіналу за 6 червня 2011. Процитовано 9 листопада 2013.(англ.) Наведено за англійською вікіпедією.
6. ↑  American FactFinder. Бюро перепису населення США. Архів оригіналу за 21 травня 2008. Процитовано 31 січня 2008.

| США | Це незавершена стаття з географії США. Ви можете допомогти проєкту, виправивши або дописавши її. |